# Lijst van vlaggen van Nederlandse deelgebieden
Dit artikel bevat een lijst van vlaggen van Nederlandse deelgebieden. Het Koninkrijk der Nederlanden bestaat uit vier landen: Nederland, Curaçao, Aruba en Sint Maarten. Nederland bestaat uit twaalf provincies.
De Nederlandse Antillen zijn in 2010 opgeheven. Curaçao en Sint Maarten zijn landen binnen het koninkrijk, de overgebleven drie eilanden zijn overzeese gemeenten van Nederland.
Klik op 'vlag van' voor de naam van het deelgebied om naar het artikel over de betreffende vlag te gaan.

## Vlaggen van de vier Koninkrijkslanden
| Kaart | Land         | Vlag | Artikel over de vlag  | Ratio | Ingebruikname    |
| ----- | ------------ | ---- | --------------------- | ----- | ---------------- |
|       | Aruba        |      | Vlag van Aruba        | 2:3   | 18 maart 1976    |
|       | Curaçao      |      | Vlag van Curaçao      | 2:3   | 2 juli 1984      |
|       | Nederland    |      | Vlag van Nederland    | 2:3   | 19 februari 1937 |
|       | Sint Maarten |      | Vlag van Sint Maarten | 2:3   | 13 juni 1985     |

## Vlaggen van de Nederlandse provincies
De twaalf provinciale vlaggen zijn hieronder geplaatst op volgorde van anciënniteit. Tijdens officiële gelegenheden worden ze ook van links naar rechts (voor de toeschouwer) op deze wijze geplaatst, te beginnen met de vlag van Noord-Brabant. De Nederlandse provincies hebben naast een eigen vlag ook een eigen wimpel. Deze zijn echter onofficieel, waardoor voor hen geen vlaginstructie geldt. Ze kunnen dus altijd worden gehesen.
| Kaart | Provincie     | Vlag | Wimpel | Artikel over de vlag   | Ratio               | Ingebruikname                          |
| ----- | ------------- | ---- | ------ | ---------------------- | ------------------- | -------------------------------------- |
|       | Noord-Brabant |      |        | Vlag van Noord-Brabant | 2:3                 | 21 januari 1959 De facto: Middeleeuwen |
|       | Gelderland    |      |        | Vlag van Gelderland    | 9:13 De facto: 2:3  | 15 april 1953                          |
|       | Zuid-Holland  |      |        | Vlag van Zuid-Holland  | 2:3                 | 1 januari 1986                         |
|       | Noord-Holland |      |        | Vlag van Noord-Holland | 2:3                 | 22 oktober 1958                        |
|       | Zeeland       |      |        | Vlag van Zeeland       | 2:3                 | 14 januari 1949                        |
|       | Utrecht       |      |        | Vlag van Utrecht       | 2:3                 | 15 januari 1952                        |
|       | Friesland     |      |        | Vlag van Friesland     | 9:13 De facto: 2:3  | 9 juli 1957                            |
|       | Overijssel    |      |        | Vlag van Overijssel    | 10:17 De facto: 2:3 | 21 juli 1948                           |
|       | Groningen     |      |        | Vlag van Groningen     | 2:3                 | 17 februari 1950                       |
|       | Drenthe       |      |        | Vlag van Drenthe       | 9:13 De facto: 2:3  | 19 februari 1947                       |
|       | Limburg       |      |        | Vlag van Limburg       | 2:3                 | 28 juli 1953                           |
|       | Flevoland     |      |        | Vlag van Flevoland     | 2:3                 | 9 januari 1986                         |

## Vlaggen van de Nederlandse bijzondere gemeentes
| Kaart | Gemeente       | Vlag | Artikel over de vlag    | Ratio | Ingebruikname    |
| ----- | -------------- | ---- | ----------------------- | ----- | ---------------- |
|       | Bonaire        |      | Vlag van Bonaire        | 2:3   | 11 december 1981 |
|       | Saba           |      | Vlag van Saba           | 2:3   | 6 december 1985  |
|       | Sint Eustatius |      | Vlag van Sint Eustatius | 2:3   | 16 november 2004 |

## Vlaggen van Nederlandse streken

Vlag van de Achterhoek
Vlag van Beemster
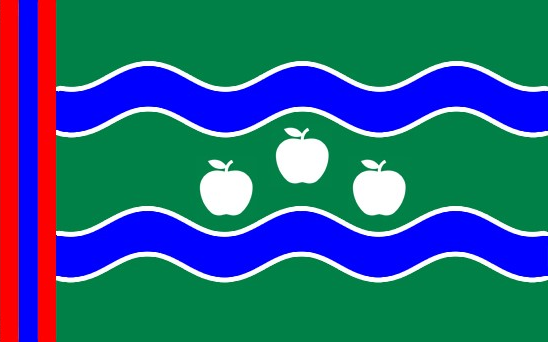
Vlag van de Betuwe
Vlag van het Bildt
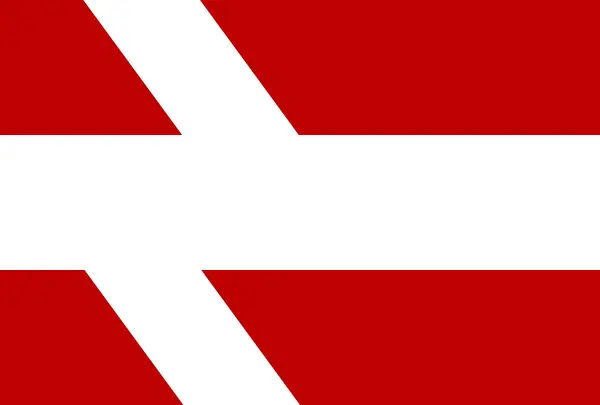
Vlag van Drechtsteden
Vlag van de Liemers
Vlag van het Land van Maas en Waal
Vlag van Noord-Limburg
Vlag van de Ommelanden
Vlag van Oostergo
Vlag van Salland
Vlag van de Stellingwerven
Vlag van Twente
Vlag van de Veluwe
Vlag van West-Friesland
Vlag van Westergo
Vlag van het Westland
Vlag van Zeeuws-Vlaanderen
Vlag van Zevenwouden

## Vlaggen van Nederlandse rooms-katholieke kerkprovincies
| Kaart | Bisdom                          | Vlag | Artikel over de vlag      | Ratio | Ingebruikname   |
| ----- | ------------------------------- | ---- | ------------------------- | ----- | --------------- |
|       | Aartsbisdom Utrecht             |      |                           |       | Voert geen vlag |
|       | Bisdom Breda                    |      | Vlag van bisdom Breda     | Vrij  | Officieus       |
|       | Bisdom Groningen-Leeuwarden     |      |                           |       | Voert geen vlag |
|       | Bisdom Haarlem-Amsterdam        |      |                           |       | Voert geen vlag |
|       | Bisdom 's-Hertogenbosch         |      |                           |       | Voert geen vlag |
|       | Bisdom Roermond                 |      |                           |       | Voert geen vlag |
|       | Bisdom Rotterdam                |      | Vlag van bisdom Rotterdam | Vrij  | 7 juli 2004     |
|       | Nederlands militair ordinariaat |      |                           |       | Voert geen vlag |

## Voormalige vlaggen

### Voormalige koloniën en overzees gebiedsdelen
| Kaart | Land                    | Vlag | Artikel over de vlag             | Ratio | Ingebruikname    | Uitgebruikstelling |
| ----- | ----------------------- | ---- | -------------------------------- | ----- | ---------------- | ------------------ |
|       | Nederlandse Antillen    |      | Vlag van de Nederlandse Antillen | 2:3   | 19 november 1959 | 1 januari 1986     |
|       | Nederlandse Antillen    |      | Vlag van de Nederlandse Antillen | 2:3   | 1 januari 1986   | 9 oktober 2010     |
|       | Nederlands-Brazilië     |      | Vlag van Nederlands-Brazilië     | 2:3   | 1630             | 1654               |
|       | Nederlands-Nieuw-Guinea |      | Vlag van Nederlands-Nieuw-Guinea | 2:3   | 1 december 1961  | 1 oktober 1962     |
|       | Suriname                |      | Vlag van Suriname                | 2:3   | 8 december 1959  | 25 november 1975   |

### Voormalige provincies
| Kaart | Provincie    | Vlag | Wimpel | Artikel over de vlag  | Ratio | Ingebruikname | Uitgebruikstelling |
| ----- | ------------ | ---- | ------ | --------------------- | ----- | ------------- | ------------------ |
|       | Zuid-Holland |      |        | Vlag van Zuid-Holland | 2:3   | 22 juni 1948  | 1 januari 1986     |

### Voormalige gemeenten
- Zie Lijst van voormalige vlaggen van Nederlandse gemeenten voor voormalige vlaggen van bestaande gemeenten
- Zie Lijst van vlaggen van voormalige Nederlandse gemeenten voor voormalige vlaggen van opgeheven gemeenten

### Voormalige waterschappen
- Zie lijst van vlaggen van voormalige Nederlandse waterschappen